# Malaxis major
Malaxis major là một loài thực vật có hoa trong họ Lan. Loài này được (Rchb.f.) León ex A.D.Hawkes mô tả khoa học đầu tiên năm 1950.